# Basjkirere
Basjkirere (basjkirsk: Башҡорттар, tr. Basjkorttar) er et tyrkisktalende folkeslag, som omfatter ca. 2 millioner, der fortrinsvis bor i området mellem Volga og Ural. I Den Russiske Føderation bor der 1.584.554(folketælling 2010) basjkirere hovedsagelig i Republikken Basjkortostan, hvor de udgør 1.172.287(folketælling 2010) og tillige i Tjeljabinsk oblast (162.513*), Orenburg oblast (46.696*), Tjumen oblast (46.405*), Khanty-Mansíjskij autonome okrug (35.428*), Perm kraj (32.730*), Sverdlovsk oblast (31.183*), Republikken Tatarstan (13.726*), Kurgan oblast (12.257*). Derudover er der under 10.000 basjkirere i hver af 17 andre oblaster bl.a. i Centralasien. Uden for Den Russiske Føderation bor der 17.263 basjkirere i bl.a. Kasakhstan(folketælling 2009), Ukraine 4.253(folketælling 2001), Turkmenistan 3.820(folketælling 1995) Usbekistan 3.707(anslået 2000).
De er i religiøs henseende overvejende sunnimuslimer og taler fortrinsvis basjkirisk.
Basjkirerne indvandrede formodentlig til Basjkirien i 400-tallet, blev i 1241 undertrykt af mongolerne og gav sig i 1556 frivilligt ind under Rusland imod, at de for evighed sikredes retten til deres land. I 1600-tallet begyndte russiske kolonisatorer ikke desto mindre at slå sig ned inden for deres område. De levede længe som halvnomadiske kvægavlere. Fra 1874 gjorde basjkiriske ryttere tjeneste som irregulært rytteri ved den russiske grænsebevogtning ved Uralfloden.

## Kendte basjkirere
- Rudolf Nurejev

Note: * alle oplysninger stammer fra folketællingen 2010